# 少輻濱海龍
少輻濱海龍（学名：Bhanotia pauciradiata），为輻鰭魚綱棘背魚目海龍魚科的其中一種，分布於中西太平洋區的印尼海域，棲息深度10-12公尺，本魚上軀幹脊與上尾脊不連續；下軀幹己與下尾脊相連，背鰭軟條17枚，臀鰭軟條4枚，體長可達3.2公分，棲息在附有海藻的礁石區海域，卵胎生。